# Anhidridă succinică
Anhidrida succinică este un compus organic cu formula (CH2CO)2O. Este anhidrida acidă a acidului succinic. Este un solid incolor.

## Obținere
La nivel de laborator, anhidrida succinică poate fi preparată printr-o reacție de deshidratare a acidului succinic. Acest lucru se poate realiza cu clorură de acetil sau clorură de fosforil, sau poate fi realizată la temperatură.
La nivel industrial, anhidrida succinică este sintetizată printr-un proces de hidrogenare catalitică a anhidridei maleice.

## Proprietăți
Anhidrida succinică suferă reacție de hidroliză la acid succinic:
(CH2CO)2O + H2O → (CH2CO2H)2
Prin reacția cu alcooli (ROH), are loc o reacție analoagă, cu formare de monoesteri:
(CH2CO)2O + ROH → RO2CCH2CH2CO2H